# Tennis Napoli Cup 2007
Il Tennis Napoli Cup 2007 è stato un torneo di tennis facente parte della categoria ATP Challenger Series nell'ambito dell'ATP Challenger Series 2007. Il torneo si è giocato per la 71ª edizione a Napoli in Italia dal 26 marzo al 1º aprile 2007 su campi in terra rossa e aveva un montepremi di €100 000+H.

## Vincitori

### Singolare
Potito Starace ha battuto in finale  Younes El Aynaoui con il punteggio di 7–5, 6–2

### Doppio
Flavio Cipolla /  Marcel Granollers hanno battuto in finale  Marco Crugnola /  Alessio Di Mauro con il punteggio di 6–4, 6–2